# RNIE6
De RNIE6 of Route nationale inter-états 6 is een internationale weg in het Afrikaanse land Benin, die van oost naar west door het midden van het land loopt. De weg loopt van de grens met Nigeria via Nikki, Parakou en Djougou naar de grens met Togo. In Nigeria loopt de weg als A7 verder naar Ilorin. In Togo loopt de weg verder als N16 naar Kara.
De RNIE6 is ongeveer 340 kilometer lang en loopt door de departementen Borgou en Donga.